# Pathamari
Pathamari (nep. पाठामारी) – gaun wikas samiti we wschodniej części Nepalu w strefie Meći w dystrykcie Jhapa. Według nepalskiego spisu powszechnego z 2001 roku liczył on 549 gospodarstw domowych i 2705 mieszkańców (1435 kobiet i 1270 mężczyzn).